# Papaipema duovata
Papaipema duovata là một loài bướm đêm trong họ Noctuidae.